# Ariane Luna Peixoto
Dra. Ariane Luna Peixoto (1947) es una botánica, y profesora brasileña, que desarrolla actividades como investigadora asociada del Instituto de Pesquisas Jardín Botánico de Río de Janeiro, en la Escuela Nacional de Botánica Tropical, Río de Janeiro, de la cual también ha accedido al cargo de directora. También es coordinadora de su "Programa de Posgrado".
Desarrolla trabajos en las líneas de investigaciones en: taxonomía de fanerógamas, florística de la mata atlántica, conservación ambiental; y en los Proyectos: Flora de la Serra do Cipó, Flora de Goiás, Florística de un trecho de floresta atlántica en ARIE de Cicuta, Río de Janeiro.

## Algunas publicaciones
- rubia graciela Patzlaff, ariane luna Peixoto. 2009. A pesquisa em etnobotânica e o retorno do conhecimento sistematizado à comunidade: um assunto complexo. Hist. cienc. saude-Manguinhos [serial on the Internet] 16(1): 237-246 artículo en línea

- ------------------------------------, ------------------------------. 2007. O conhecimento sobre plantas de uso medicinal na Capoeira Grande, Pedra de Guaratiba. Río de Janeiro: Instituto de Pesquisas Jardim Botânico do Rio de Janeiro, Escola Nacional de Botânica Tropical

- juan gabriel Soler, ariane luna Peixoto. 2007. Use of Terra Firme forest by Caicubi caboclos, Middle Rio Negro, Amazonas, Brazil: a quantitative study. Economic Botany, New York, vol. 62, p.60-73

- ------------------------------------, ------------------------------. 2007. Florística e fitossociologia de um trecho de um hectare de floresta de terra firme, em Caracaraí (RR) Brasil. Boletim do Museu Paraense Emílio Goeldi, Belém, vol. 2, N.º. 2, p. 33-60. Série Ciências Naturais

- luis Fernando Tavares de Menezes, ariane luna Peixoto, dorothy sue Dunn de Araújo. 2005. História natural da Marambaia. Editor EDUR, Editora da Universidade Rural, 288 pp. ISBN 85-85720-49-2

- ariane luna Peixoto, hugo e. Barbosa de Rezende, josé antônio S. Veiga, josé carlos Netto Ferreira, manlio silvestre Fernandes, roberto josé Moreira. 1994. Enquete universitária. Estudos Sociedade e Agricultura, 3, noviembre de 1994: 13-44 artículo en línea

- graziela Maciel Barroso, Ariane Luna Peixoto. 1991. Sistemática de Angiospermas Do Brasil. Editor Universidade Federal de Vicosa

- ariane luna Peixoto. 1987. Nota sobre as espécies de Mollinedia (Monimiaceae, Monimioideae) das Guianas. Editor Herbarium Bradeanum, 6 pp.

- ------------------------------. 1983. Uma nova espécie de Mollinedia. Editor Herbarium Bradeanum, 3 pp.

- ariane luna Peixoto. 1981. Novas especies de Simira Aublet (Rubiaceae) do norte do Espirito Santo. Número 44 de Boletim (Curitiba (Brasil). Editor Museo Botánico Municipal. 7 pp.

- ------------------------------. 1976. Monimaceae do Brasil o gênero Hennecartia poisson. Editor Herbarium Bradeanum, 7 pp.

### Libros
- ariane luna Peixoto, rejan Rodrígues Guedes-Bruni. 2010. Jardins botânicos. Editor Sociedade Brasileira para o Progresso da Ciência, 55 pp.

- ------------------------------. 2006. Diretrizes e estratégias para a modernização de coleções biológicas brasilerias e a consolidação de sistemas integrados de informação sobre biodiversidade. Programa de Pesquisa em Biodiversidade (Brasil). Editor Ministério da Ciência e Tecnologia, Gobierno Federal, 314 pp. artículo.doc en línea Archivado el 11 de noviembre de 2010 en Wayback Machine.

- ------------------------------. 2003. Coleções biológicas de apoio ao inventário, uso sustentável e conservação da biodiversidade. Edición ilustrada del Instituto de Pesquisas Jardim Botânico do Rio de Janeiro, 228 pp. ISBN 85-7224-012-8

- ------------------------------, raulino Reitz, elsie franklin Guimarães, ademir Reis. 2001. Flora Ilustrada Catarinense: Monimiaceas. Editor Herbario "João Barbosa Rodrigues", 64 pp.

- graziela Maciel Barroso, ariane luna Peixoto. 1991. Novas espécies para o gênero Plinia (Myrtaceae). Volumen 3, Número 12 de Atas da Sociedade Botânica do Brasil, Secção Río de Janeiro. Editor Sociedade Botânica do Brasil, 102 pp.

- ariane luna Peixoto. 1978. Contribuição ao conhecimento da seção Exappendiculatae Perkins do gênero Mollinedia Ruiz et Pavón (Mollinedieae, Monimioideae, Monimiaceae). Editor Universidad Federal de Río de Janeiro, 304 pp.

- bernardo Flaster, ariane luna Peixoto, roberto miguel Klein, raulino Reitz. 1972. Hidrofiláceas. Volumen 65 de Flora ilustrada Catarinense: As plantas. Parte 1, planeada y editada por Raulino Reitz. Editor Herbario "Barbosa Rodrigues." 12 pp.

## Honores
- 1996: presidenta del Proyecto Flora Neotrópica[6]

- Secretaria ejecutiva de la Asociación Latinoamericana de Botánica, para el periodo 1998 a 2002[7]
- La abreviatura «Peixoto» se emplea para indicar a Ariane Luna Peixoto como autoridad en la descripción y clasificación científica de los vegetales.[8]